# جريدة الإنشاء
جريدة الإنشاء، صحيفة دمشقية يومية صدر عددها الأول في 18 تشرين الثاني 1936 والأخير في 8 أذار 1963.
أُسست جريدة الإنشاء على يد الصحفي وجيه الحفار وابن عمه السياسي لطفي الحفار، وكانت موالية للكتلة الوطنية في حربها صد الإنتداب الفرنسي على سورية. ذاع صيتها بعد وصول الكتلة إلى الحكم نهاية عام 1936 وتولّى لطفي الحفار رئاسة الحكومة بعد ثلاث سنوات، حيث أصبحت الناطق الرسمي باسم العهد الجديد. ظلّت تصدُر بأربع صفحات من القطع الكبير حتى آذار 1949، عندما تم إغلاقها بقرار من مهندس الانقلاب الأول في سورية الزعيم حسني الزعيم، وذلك بسبب موقفها الداعم والموالي للرئيس شكري القوتلي.
أُعيد العمل بجريدة الإنشاء بعد القضاء على حكم حسني الزعيم في 14 آب 1949، ليتم دمجها مع جريدة الأيام سنة 1952 في عهد الرئيس أديب الشيشكلي. ولكن هذا الدمج لم يستمر وعادت الإنشاء إلى سابق عهدها من 2 آذار 1954 وحتى قيام الوحدة السورية المصرية في شباط 1958. إغلقت خلال سنوات الوحدة بسبب موقفها من الرئيس جمال عبد الناصر ثم عادت للمرة الثالثة والأخيرة في عهد الانفصال وتوقفت نهائياً بعد وصول حزب البعث إلى السلطة في 8 آذار 1963. ألغي امتيازها وأغلقت مكاتبها بتهمة التحريض على جمهورية الوحدة والرئيس جمال عبد الناصر. ومن أشهر كُتّاب جريدة الإنشاء الأديب حنا مينه والدبلوماسي أديب الداوودي، إضافة للرئيس لطفي الحفار.